# 林香里
林 香里（はやし かおり、1963年 - ）は、日本のメディア学者。東京大学大学院情報学環教授。東京大学理事・副学長。

## 人物・来歴
愛知県名古屋市生まれ。翻訳家の林昌宏は弟。1987年南山大学外国語学部英米科卒業。大学在学中、ドイツ・ヨハネス・グーテンベルク大学マインツ、アメリカ・ペンシルベニア大学にそれぞれ1年間学部留学した。
1988年ロイター通信東京支局勤務、1991年退職。
1993-96年ドイツ・フリードリヒ・アレクサンダー大学エアランゲン＝ニュルンベルクに学ぶ。1995年東京大学大学院社会学研究科社会学専修課程B（新聞学コース）修士課程修了、1997年同人文社会系研究科社会文化研究専攻社会情報学専門分野博士課程満期退学、東京大学社会情報研究所助手（〜2000年）。2001年「〈マスメディア・ジャーナリズム〉の矛盾と革新」で、博士（社会情報学）（東京大学）の学位を取得。2002年10月-2004年2月、ドイツ・バンベルク大学客員研究員（アレクサンダー・フォン・フンボルト財団研究奨学生）。
2004年東京大学社会情報学環助教授、2009年教授。2021年国立大学法人東京大学理事・副学長（国際、ダイバーシティ担当）。2021年4月から、朝日新聞論壇時評欄において、女性初の筆者となった。前任の津田大介の方針を引き継ぎ、自身以外の論壇委員6名の半数を女性とする。
日本新聞協会が賛助会員の日本マス・コミュニケーション学会の理事を務めているが、新聞協会に加盟している「ネット右翼のシンパを論説委員に抱えた」「同人誌的な全国紙」（安全保障関連法に反対する学者の会オンラインシンポジウム字幕より）を非難する立場に立っている。

## 著書
- 『マスメディアの周縁、ジャーナリズムの核心』新曜社,2002.6.
- 『「冬ソナ」にハマった私たち 純愛、涙、マスコミ…そして韓国』文春新書、2005
- 『〈オンナ・コドモ〉のジャーナリズム ケアの倫理とともに』岩波書店,2011.1.
- 『メディア不信 何が問われているのか』岩波新書 2017.11

### 共編著
- 『テレビ報道職のワーク・ライフ・アンバランス 13局男女30人の聞き取り調査から』谷岡理香共編著. 大月書店, 2013.11
- 『いま、ことばを立ち上げること』細見和之,石井伸介, 細川周平共著. 関西学院大学出版会(K.G.りぶれっと 2019.11
- 一色清、姜尚中、池上彰、青木理、津田大介、金平茂紀、林香里、平和博『メディアは誰のものか―「本と新聞の大学」講義録』集英社〈集英社新書〉、2019年3月15日。ISBN 978-4087210699。
- 小島慶子、山本恵子、白河桃子、治部れんげ、浜田敬子、竹下郁子、李美淑、田中東子 著、林香里 編『足をどかしてくれませんか。―メディアは女たちの声を届けているか』亜紀書房、2019年12月24日。ISBN 978-4750516257。
- 李美淑、小島慶子、治部れんげ、白河桃子、田中東子、浜田敬子、林香里、山本恵子『いいね! ボタンを押す前に―ジェンダーから見るネット空間とメディア』亜紀書房、2023年1月25日。ISBN 978-4750517810。

### 論文
- 「弱者の声をていねいにすくうメディアに――『客観・中立』をこえて、マスメディアに求められること」『前衛』2019年5月号

### 翻訳
- ニクラス・ルーマン『マスメディアのリアリティ』木鐸社, 2005.11
- ドミニク・カルドン『インターネット・デモクラシー 拡大する公共空間と代議制のゆくえ』林昌宏共訳. トランスビュー, 2012.2